# Tåsjö kyrka

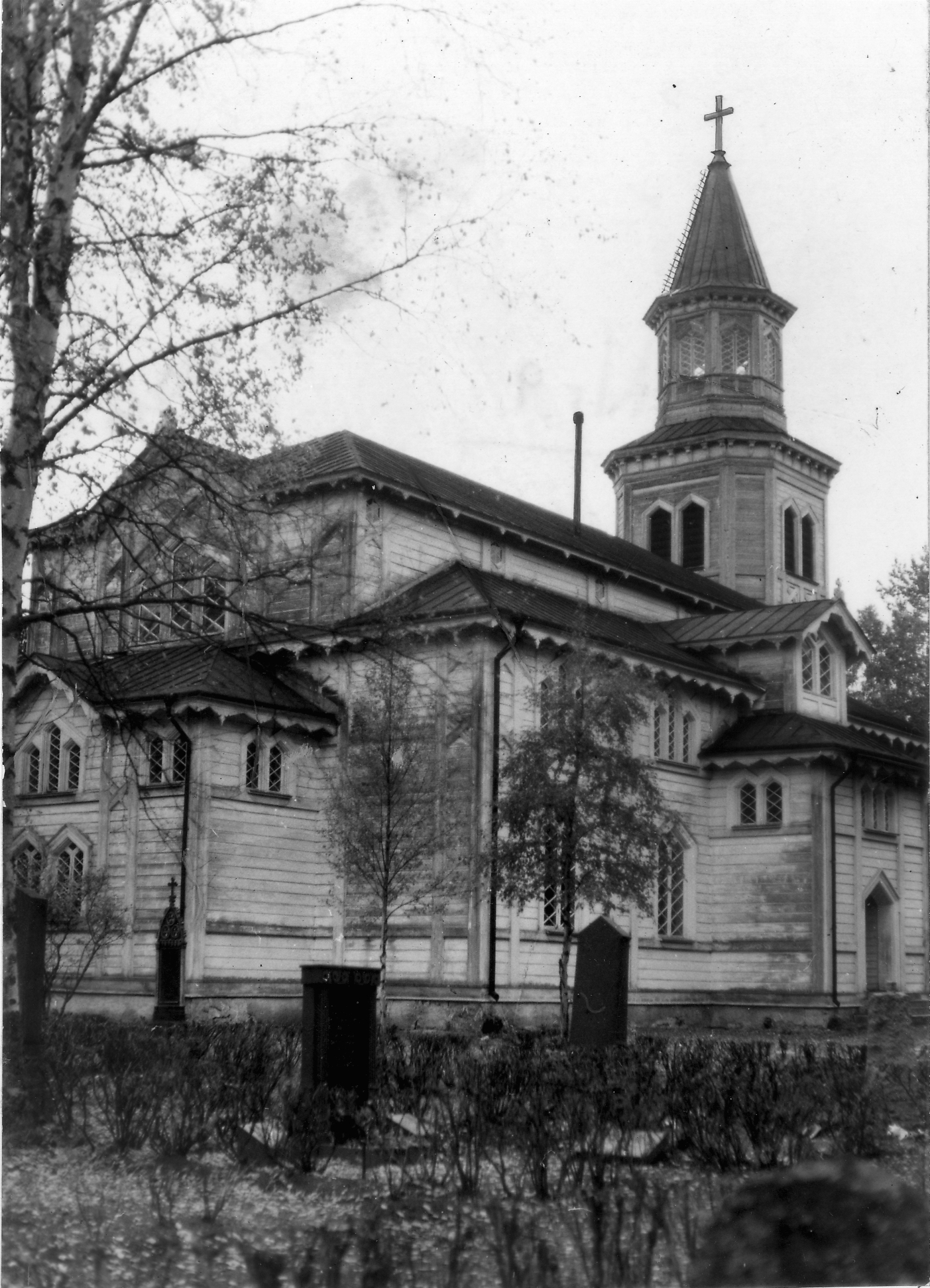
Tåsjö kyrka före restaureringen 1957, som bl.a. innebar en stor förändring av kyrkans exteriör.

Tåsjö kyrka är en kyrkobyggnad i Kyrktåsjö i Strömsunds kommun. Den är församlingskyrka i Tåsjö församling, Härnösands stift.

## Kyrkobyggnaden
Ett kapell började uppföras vid Tåsjön år 1762, och det togs i bruk 1773. Ett torn byggdes till år 1800. Kapellet revs 1881. Den nuvarande träkyrkan, som ligger några kilometer väster om det tidigare kapellet, uppfördes åren 1872–1878 efter ritningar av arkitekt Emil Viktor Langlet. Byggnaden består av en treskeppig basilika med ett brett och kort långhus. I öster finns en sakristia med två våningar och i väster ett kyrktorn som kröns av en åttakantig lanternin. En ombyggnad genomfördes 1957, under ledning av Nils Grafström, då långsidornas förstugor avlägsnades.

## Inventarier
- Predikstolen är troligen samtida med tidigare kapell. 1815 bemålades predikstolen av Mårten Olofsson från Hallen.[källa behövs]
  - År 2001 byggde Grönlunds Orgelbyggeri en helt ny orgel. Orgeln har två manualer och pedal och är byggd med mekanisk traktur och registratur.

Den är en rekonstruktion av orgeln i Jesuskirken, Köpenhamn, uppförd av Aristide Cavaillé-Coll 1890. För att komma förlagan så nära som möjligt gjorde orgelbyggeriet kopior av vissa pipor i Jesuskirken, och satte in dessa i orgeln i stället för originalpiporna, varefter kopiorna intonerades så att de klangligt smälte in i originalorgeln. Sedan togs de nyintonerade piporna till Gammelstad och fick tjäna som förlaga vid tillverkningen av övriga pipor.
Detta arbetssätt förorsakade extra kostnader, men genom att Grönlunds fick bygga ytterligare en replik i Vist kyrka i Östergötland blev styckepriset ungefär som för en orgel byggd på normalt sätt.

| Man I. Huvudverk C-g³ | Man II. Svällverk C-g³  | Pedal C-f¹   | Koppel |
| --------------------- | ----------------------- | ------------ | ------ |
| Bourdon 16'           | Flûte traversière 8'    | Soubasse 16' | II/I   |
| Montre 8'             | Viole de gambe 8'       | Bourdon 8'   | II/P   |
| Bourdon 8'            | Voix céleste 8'         | Basse 8'     | I/P    |
| Flûte harmonique 8'   | Flûte octaviante 4'     | Bombarde 16' |        |
| Salicional 8'         | Octavin 2'              |              |        |
| Prestant 4'           | Trompette harmonique 8' |              |        |
| Flûte douce 4'        | Basson-Hautbois 8'      |              |        |
| Plein-jeu IV          | Clarion 4'              |              |        |
|                       | Tremblant               |              |        |

### Webbkällor
- byggnadspresentation